# Max (film, 2015)
Pour les articles homonymes, voir Max.
Pour plus de détails, voir Fiche technique et Distribution.
Max est un film d'action et d'aventure américain réalisé par Boaz Yakin, coécrit avec Sheldon Lettich, et sorti en 2015.

## Synopsis
Kyle, un soldat américain, et son chien Max sont envoyés en mission à Kandahar mais Kyle y perd la vie. Max retourne aux États-Unis avec un choc post-traumatique et échappe de peu à l'euthanasie mais personne ne peut l'approcher sauf Justin, le petit frère de Kyle et Carmen la cousine de Chuy. Le chien va devenir leur protecteur.

## Fiche technique
- Titre original : Max
- Réalisation : Boaz Yakin
- Scénario : Sheldon Lettich et Boaz Yakin
- Musique :  Trevor Rabin et Jennifer Hammond
- Producteur : Karen Rosenfelt et Ken Blancato
- Sociétés de production : Metro-Goldwyn-Mayer, Sunswept Entertainment et Warner Bros.
- Sociétés de distribution : Warner Bros. Pictures
- Photographie : Stefan Czapsky
- Costume : Ellen Lutter
- Casting : Ronna Kress
- Montage : Bill Pankow
- Budget : 20 000 000 dollars [1]
- Box Office : 44 000 000 dollars[1]
- Pays de production : États-Unis
- Langue originale : anglais
- Format : couleur
- Genre : aventure
- Durée : 111 minutes
- Date de sortie :
  - États-Unis : 26 juin 2015

 Sauf indication contraire, les informations mentionnées dans cette section peuvent être confirmées par la base de données cinématographiques IMDb,  présente dans la section « Liens externes ».

## Distribution
- Josh Wiggins (en) : Justin Wincott
- Carlos : Max
- Dejon LaQuake : Chuy
- Thomas Haden Church (VQ : Benoit Rousseau) : Raymond "Ray" Wincott
- Robbie Amell : Kyle Wincott
- Lauren Graham (VQ : Valérie Gagné) : Pamela Wincott
- Luke Kleintank (VQ : Jean-Philippe Baril-Guérard) : Tyler Harne
- Jay Hernandez (VQ : Martin Watier : Sgt. Reyes
- Miles Mussenden : Major Miles
- Mia Xitlali (VQ : Ludivine Reding) : Carmen
- Owen Harn : Député Stack
- Joseph Julian Soria (VQ : Alexandre Fortin) : Emilio
  - Source vq sur Doublage Québec [2]
  -  Studio : Cinélume